# Cala Bóta
Cala Bóta (‚Tonnenbucht‘) ist eine kleine Bucht an der Ostküste der spanischen Baleareninsel Mallorca. Sie befindet sich im Südosten der Gemeinde Manacor zwischen den Orten Cales de Mallorca und S’Estany d’en Mas.

## Lage und Beschreibung

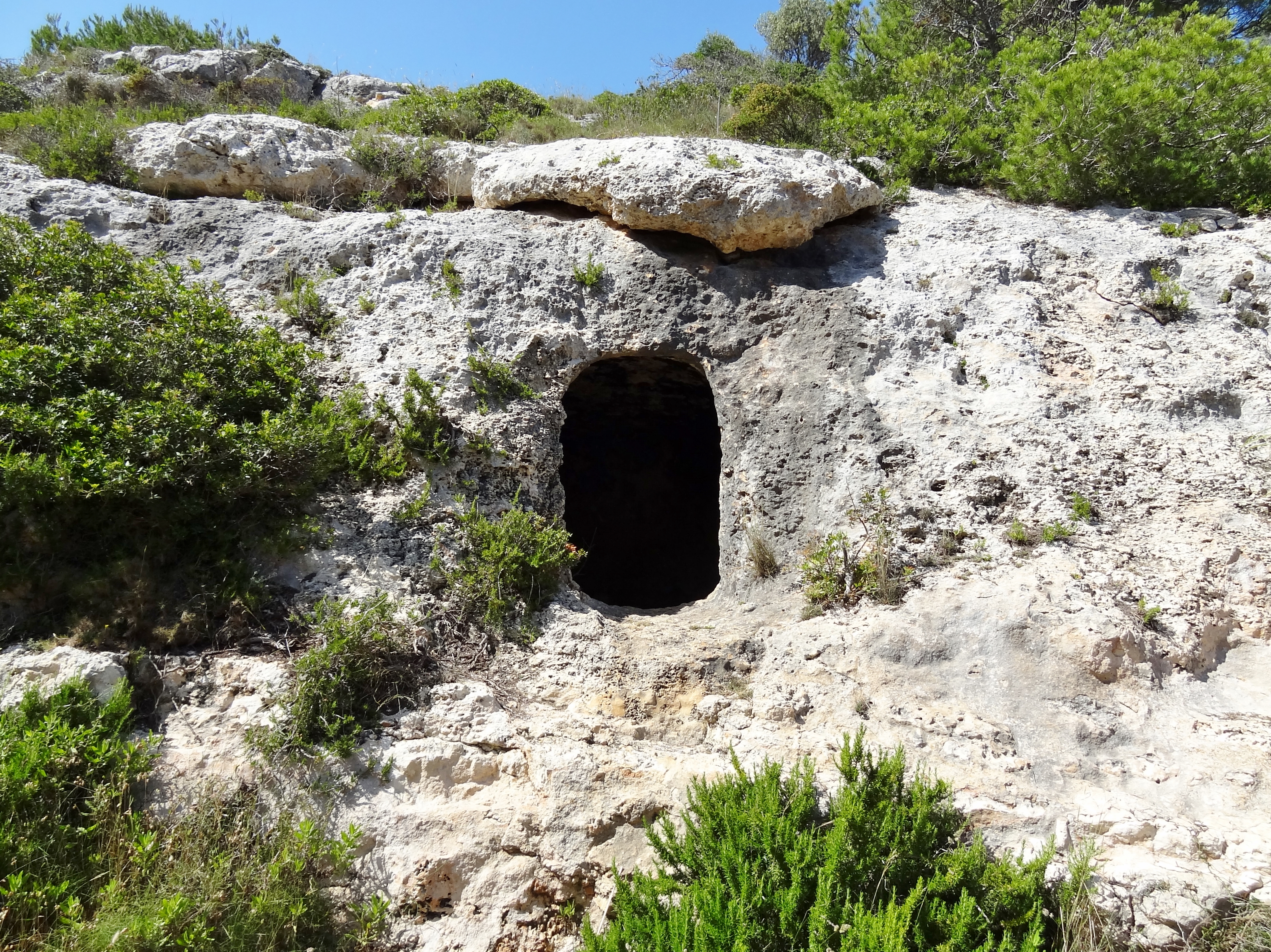
Prähistorische Höhle vor der Bucht

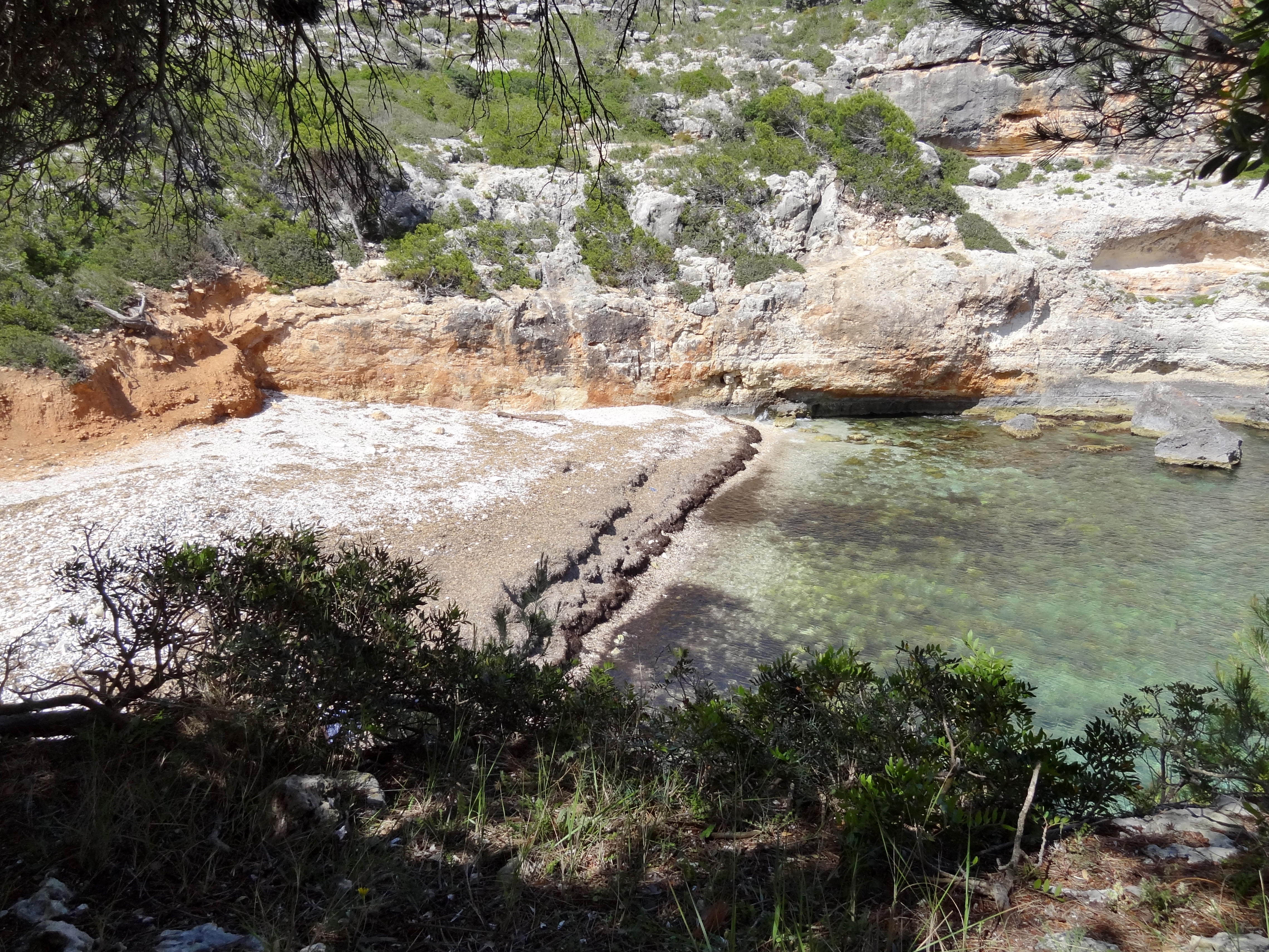
Strand der Cala Bóta

Die Cala Bóta ist ein etwa 200 Meter langer und 50 bis 200 Meter breiter felsiger Meereseinschnitt an der Steilküste von Manacor, ungefähr 11,5 Kilometer südöstlich des Hauptortes der Gemeinde. Die nach Nordwesten ausgerichtete Bucht wird im Osten von der Punta de s’Escull und im Südwesten von den Penyes Altes de s’Hospitalet begrenzt. Das unmittelbare Hinterland der Cala Bóta, die Marina de s’Hospitalet, ist unbebaut. Es ist Teil des 6,27 km² großen Naturgebiets von besonderem Wert (Àrea natural d’especial interès – ANAI) der Cales Verges de Manacor, nach dem Naturraumgesetz (ANAI / ARIP) zum Schutz des Bodens vor Verbauung.
Die Bucht bildet die Mündung des Regueró de Cala Bóta, eines Sturzbachs, der nur nach starken Regenfällen Wasser führt. Er entspringt etwa 300 Meter südöstlich der Ruinen des prähistorischen Dorfes von S’Hospitalet Vell. Vor der Mündung in die Cala Bóta kann sich auch längere Zeit nach Regenfällen ein Brackwasserteich halten. Nördlich oberhalb des Teiches, 50 Meter vom Meeresufer der Bucht entfernt, befindet sich eine künstliche Höhle, die in prähistorischer Zeit als Grabstätte gedient haben könnte.
Der 30 Meter lange Strand der Cala Bóta ist bis zu 18 Meter breit und beidseitig von Felsen eingerahmt. Während die Ostseite nur mit niedrigen Büschen bewachsen ist, stehen im Norden und Westen einige Kiefern an den Felshängen. Den Strand bilden Kiesel, die mit kleinen und größeren Steinen durchsetzt sind. Hier können sich Seegrasablagerungen bilden, die getrocknet längere Zeit liegen bleiben. Über dem Meer der östlichen Steilwand, etwa 70 Meter vor dem Strand, befindet sich eine kleine Grotte. An der gegenüberliegenden Westseite gibt es einige Felsabbrüche am Ufer der Steilküste und eine Klippe, die die Einfahrt von Booten in die Bucht erschwert.
Die Cala Bóta wird wenig besucht, ab und zu von Einheimischen aus dem etwas über einen Kilometer entfernten Cales de Mallorca. Auch Taucher sind mitunter anzutreffen. Eine ursprüngliche Planung von 1962, die Cala Bóta und weitere nordöstlich gelegene Buchten in das Siedlungsgebiet von Cales de Mallorca einzubeziehen, wurde nicht realisiert. Nur eine Erschließungsstraße wurde teilweise fertiggestellt, der heute unbefestigte Zugangsweg zur Bucht.

## Zugang
Von der Straße MA-4014 zwischen Porto Cristo und Portocolom zweigt ungefähr 10 Kilometer hinter Porto Cristo (bei Kilometerstein 6) südöstlich die Landstraße nach Cales de Mallorca ab. Von dieser führt nach etwas über zwei Kilometern, an der Unterführung des Sturzbachs Regueró de Cala Bóta, links ein breiter, unbefestigter Weg ab, der hinter einem Durchgang rechts eines großen Tores auf geschwungener Wegführung durch das Naturschutzgebiet verlaufend nordöstlich an der Cala Magraner endet. Von diesem führen weitere Wege in östliche Richtung abzweigend nacheinander zu den Buchten Cala Bóta, Cala Virgili und Cala Pilota. Die Entfernung vom Tor bis zur Cala Bóta beträgt etwa 1,5 Kilometer. Entlang der Küste gibt es außerdem einen schmalen Weg von Cales de Mallorca nach Nordosten zur Cala Bóta.